# 驚異の年 (ドライデンの詩)

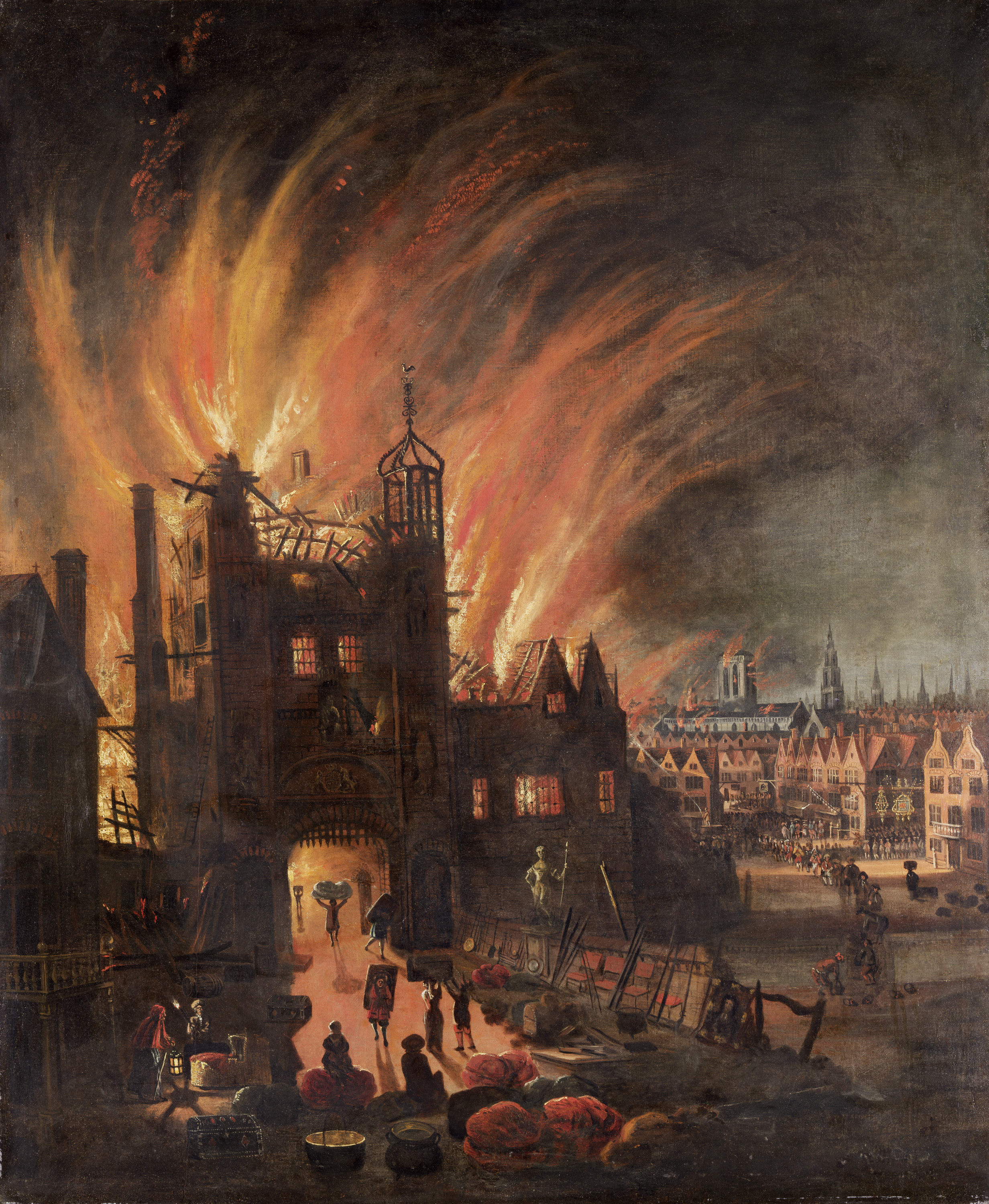
1666年9月2日から7日のロンドン大火は、ドライデンのいう「驚異の年（奇跡の年）」のイングランドに大きな影響を与えた出来事である。

『驚異の年』（英: Annus Mirabilis）は、1667年に発表されたジョン・ドライデンによる長編の詩。本作品は、ロンドンの「驚異の年（奇跡の年）」と言われる1665年から1666年の出来事を記念したものである。詩のタイトルから予想されるのと異なり、この年はロンドン大火を含む大きな悲劇的出来事で知られる年であり、むしろこのタイトルが示唆しているのは、より酷い事態もありえたところを免れたということであると考えられる。ドライデンは、この年の大きな出来事のひとつであるペストの大流行（ロンドンの大疫病）を避けるためロンドンを離れてイングランド南西部のウィルトシャーのチャールトンに滞在しており、そこでこの詩を執筆した。

## 歴史的背景
ドライデンの詩のタイトルになっている「驚異の年」(annus mirabilis) というラテン語のフレーズは、瞠目すべき出来事の生じた年を意味する。オックスフォード英語辞典によると、この詩においてドライデンが使用したのが、英語におけるこのフレーズの最初の知られた用例である。この驚異の年の最初の出来事は、1665年にイングランド海軍とオランダ海軍との間で戦われたローストフトの海戦である。第2の出来事は、1666年の4日海戦と、そのひと月後の聖ジェイムズ日の海戦における勝利である。それに続くこの詩の後半部では、9月2日から9月7日にかけてのロンドン大火を描いている。この大火にかかわる奇跡とは、ロンドンが壊滅を免れ、大火がおさまり、そして偉大なる国王チャールズ2世によって再建されるということである。チャールズはこのときすでにロンドンの街路の修復・改善を含む大規模なロンドン再建計画を明らかにしていたのである。ドライデンの見解では、イングランドは神によってこの災厄から救われ、神こそがイングランドのために奇跡をおこしたというのである。

## 構成
この詩は全1216行、304の四行連句からなる。各行が10の音節からなり、それぞれの四行連句はababという押韻構成となっている。ドライデンが初期に好んでいたヒロイック・カプレット（英雄対韻句）ではなく、イングランドの詩人ジョン・デイヴィズの1599年の詩「汝、自身を知れ」(Nosce Teipsum) を典型とする10音節の四行連句を用いた。この形式は、サー・ウィリアム・ダヴェナントが1651年に発表した叙事詩 Gondibertによって再び使用され、この詩がドライデンが「驚異の年」を執筆するにあたり大きく影響した。この特徴的な形式においては、各四行連句が必ず終止符で終わり、そのためにこれらの詩行が「散文的」になってしまっていると文学史家A・W・ウォードは評している。